# El señor fotógrafo
El señor fotógrafo es una película de comedia y suspenso mexicana de 1953 dirigida por Miguel M. Delgado y protagonizada por Mario Moreno "Cantinflas", Rosita Arenas, Rebeca Iturbide y Ángel Garasa.

## Argumento
Cantinflas es asistente del estudio fotográfico de Don Ole (Salvador Quiroz), de quien se separa para trabajar por cuenta  propia de modo ambulante.
Al ir camino a casa de su novia Chelito (Rosita Arenas), ve en el jardín de una mansión unas atractivas rosas y sucumbe al deseo de sustraer algunas, pero lo detiene uno de los pandilleros que a la fuerza ocupan la casa de la familia Alvírez; sometiendo al señor Roberto Alvírez (Julio Villarreal) y su hija Diana (Rebeca Iturbide). El señor Alvírez consigue poner en fuga a los bandidos amenazándolos con hacer explotar una Bomba Zeta, en tanto Cantinflas le ayuda sometiendo a los facinerosos, y comprometiéndose a encontrar al ingeniero Raúl Penagos (Ángel Garasa).
En un parque encuentra al ingeniero Penagos, que ha enloquecido y se ha escapado del sanatorio mental donde estaba recluido recuperándose del trauma psicológico sufrido cuando fue víctima del secuestro dirigido por los pandilleros, que querían apoderarse a toda costa del secreto de la Bomba Zeta.
Cantinflas lleva a Penagos a la familia Alvírez, pero ahora los bandidos le amenazan con matar a Chelito si no les entrega a Penagos, sobre el que ha adquirido una gran influencia.
Los pandilleros logran someter tanto a Cantinflas y su novia como a los Alvírez, pero gracias a un pepenador logra dar cuenta a la policía y, después de una batalla campal en la que todos participan, los acontecimientos se resuelven a favor de Cantinflas y sus amigos. Al final, don Ole toma fotografías a los recién casados.

## Reparto
- Mario Moreno como Cantinflas, fotógrafo
- Rosita Arenas como Consuelo «Chelito».
- Rebeca Iturbide como Diana Alvírez.
- Ángel Garasa como Ingeniero Raúl Penagos.
- Fernando Wagner como Jefe de villanos.
- Julio Villarreal como Roberto Alvírez.
- Wolf Ruvinskis como Lepka.
- José Pidal como Dr. Saldívar.
- Beatriz Ramos como Enfermera del Dr. Saldívar
- Eduardo Alcaraz como Coronel.
- Conchita Gentil Arcos como Madre de Chelito.
- Salvador Quiroz como Don Ole.
- María Herrero como Ana María Méndez, clienta de cantinflas
- Héctor Mateos como Pablo, mayordomo.
- Pedro Elviro "Pitouto" como novio fotografiado.
- Víctor Alcocer como político fotografiado (no acreditado).
- Armando Arriola como policía (no acreditado).
- León Barroso como Sr. Mendieta, paciente de manicomio (no acreditado).
- Lonka Becker como sirvienta / Agente 27 (no acreditada).
- Ada Carrasco como enfermera (no acreditada).
- Lupe Carriles como cliente fea (no acreditada).
- José Chávez como pepenador (no acreditado).
- Rogelio Fernández como villano (no acreditado).
- Jesús Gómez como policía (no acreditado).
- Elodia Hernández como Reina de Inglaterra, paciente de manicomio (no acreditada).
- Regino Herrera como hombre con manguera (no acreditado).
- Pepe Nava como jugador de cartas (no acreditado).
- José Pardavé como Chaparro, jugador de cartas (no acreditado).
- Ignacio Peón como paciente de manicomio (no acreditado).
- Antonio Raxel como Felón (no acreditado).
- Joaquín Roche como médico (no acreditado).
- Humberto Rodríguez como jardinero (no acreditado).
- María Valdealde como Doña Eufemia, dueña de salón de belleza (no acreditada).
- Alfredo Varela padre como verdadero Churchill, paciente de manicomio (no acreditado).
- Hernán Vera como Don Florentino, cantinero (no acreditado).